# Bálna

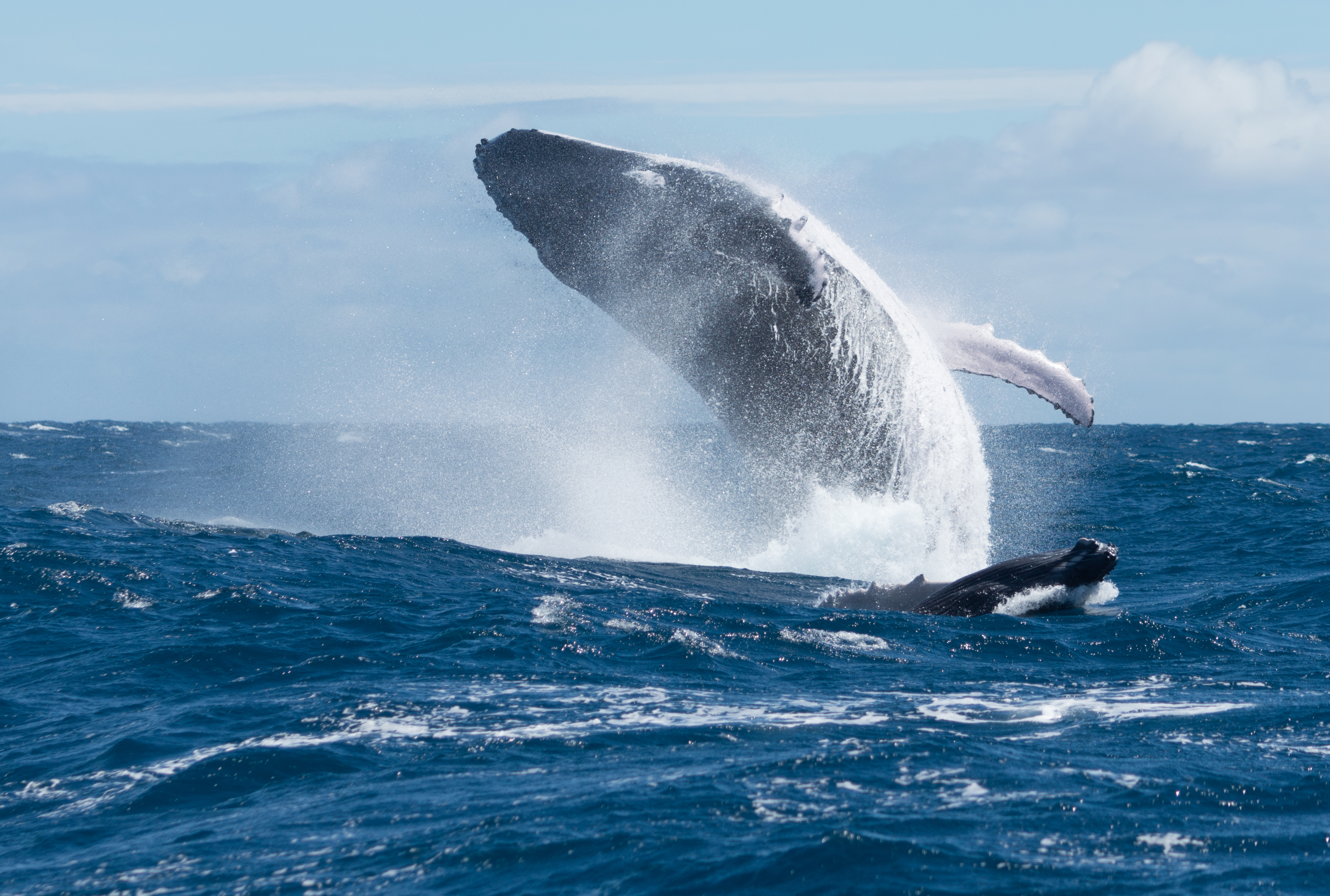
Hosszúszárnyú bálna (Megaptera novaeangliae) és borja

A bálna nem rendszertani elnevezés. Szűkebb értelemben általában a szilásceteket hívják bálnának, tágabb értelemben azonban a delfinek kivételével a fogasceteket is bálnáknak nevezik nagy méretük alapján (kardszárnyú delfin esetében használt „gyilkos bálna” kifejezés a köznyelv szóhasználata).

## Elnevezései
A bálna szó a latin ballaena vagy balena és a görög φάλαινα szóból származik, ez a bálnafélék duzzadt és hengeres testalkatára utal.
A régi magyar nyelvben baléna alakban szerepelt, a nyelvújítás korában Bugát Pál módosította bálna formára (a márna, málna, pálma szavak mintájára).
A bálna másik régi elnevezése cet vagy cethal volt. A cethal ma már elavult szó, a cet név pedig szinte csak tudományos rendszertani elnevezésként használatos (a köznyelv pl. az ámbráscet szót használja gyakran). A szó a latin cetus („bálna”) szóból származik, amely a Bibliában, Jónás próféta történetében szerepel, és cethal néven fordították magyarra.
A bálnák kicsinyét olykor bálnaborjúnak nevezik.

## Testfelépítés és életmód
A bálnák nagy termetű állatok. Testhosszuk kifejlett korukban fajtól függően 1,2-30 méter, tömegük 30 és 180 ezer kilogramm között változhat. Közülük kerül ki minden idők egyik legnagyobb állata, a kék bálna.
Mint minden emlős, a bálnák is levegőt lélegeznek be, tüdejük van, melegvérűek, utódaikat nem szoptatják, hanem a szájukba fröcskölik az anyatejet. A bálnák szárazföldi emlősöktől származnak. Az evolúció során kitűnően alkalmazkodtak a vízi életmódhoz. Alakjuk áramvonalas, a halakéhoz hasonló. Mellső végtagjaik uszonyokká alakultak át, hátsó végtagjaikat elveszítették. Nincs szőrzetük.

### A bálnák vándorlása
A legtöbb bálna a nyarat a sarkvidékek hideg tengerein tölti, ezek a vizek ugyanis ilyenkor vannak tele a legfőbb táplálékukat jelentő apró, rákszerű élőlényekkel. A tél közeledtével aztán a bálnák elhagyják sarki élőhelyüket, s az Atlanti-óceán trópusi vizeire úsznak, hogy megszüljék borjaikat. A legtöbb faj óriási távolságot tesz meg, miközben gyakran megállnak pihenni és utódokat nemzeni. Vándorlás közben azonban nem táplálkoznak, így útközben akár testtömegük felét is elveszíthetik.

## Fajok listája
Általában az alábbi fajokra használják a „bálna” szót:
- Sziláscetek (Mysticeti)
  - Simabálnafélék (Balaenidae)
    - Grönlandi bálna (Balaena mysticetus)
    - Északi simabálna (Eubalaena glacialis)
    - Déli simabálna (Eubalaena australis)

  - Szürke bálnák (Eschrichtiidae) családja
    - Szürke bálna (Eschrichtius robustus)

  - Barázdásbálna-félék (Balaenopteridae)
    - Csukabálna (Balaenoptera acutorostrata)
    - Déli csukabálna (Balaenoptera bonaerensis)
    - Tőkebálna (Balaenoptera borealis)
    - Bryde-bálna (Balaenoptera edeni)
    - Kék bálna (Balaenoptera musculus)
    - Közönséges barázdásbálna (Balaenoptera physalus)
    - Hosszúszárnyú bálna (Megaptera novaeangliae)

  - Törpe simabálnák (Neobalaenidae)
    - Törpe simabálna (Caperea marginata)
- Fogascetek (Odontoceti)
  - Ámbráscetfélék öregcsaládja (Physeteroidea)
    - Ámbráscetek (Physeteridae)
      - nagy ámbráscet (Physeter macrocephalus)
      - kis ámbráscet (Kogia breviceps)
      - törpe ámbráscet (Kogia sima)

## Kapcsolata az emberrel

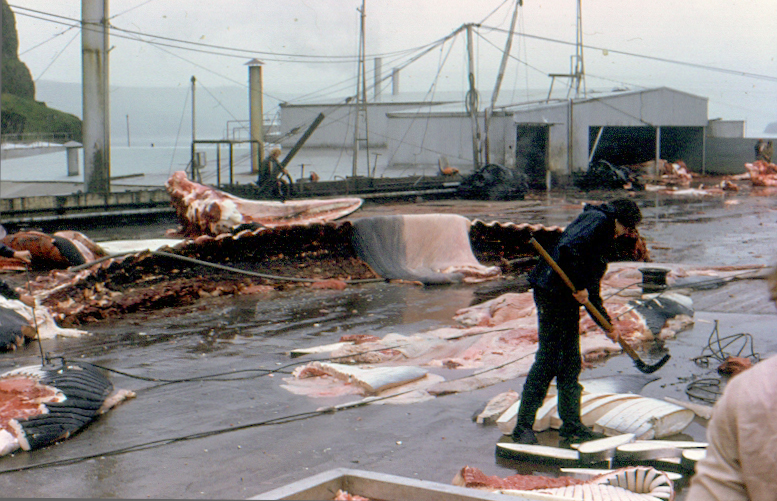
Bálnafeldolgozás Izlandon 1974-ben

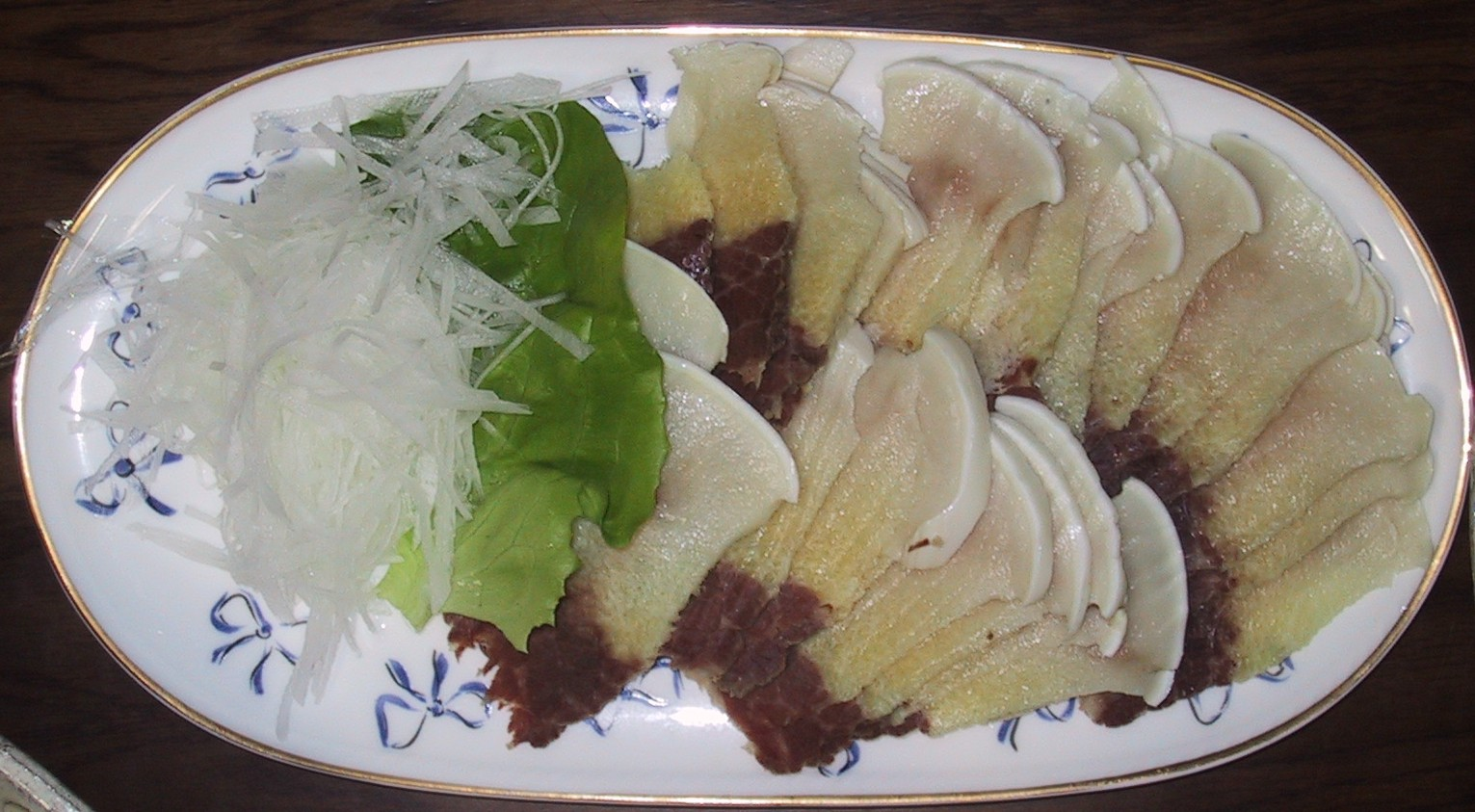
Bálnahúsból készült japán étel

Az Egyesült Királyságban a Prerogativa Regis a királyi előjogról szóló, valószínűleg II. Eduárd király korából származó törvény, mely a korábbi szokásjogot kodifikálta, kijelenti, hogy az összes tengerben vagy máshol elejtett bálna és tokféle a király tulajdona (a bálnák, tokfélék, delfinek és barna delfinek „királyi halaknak” számítanak). A hagyomány szerint a tengeren elfogott bálnák feje a királyé, a farka a királynőé, míg a test a halászé. A megosztás állítólag onnan fakad, hogy a királynő ruhatárát ellássák halcsonttal; az ősi magyarázat azonban nem veszi figyelembe, hogy a „halcsont” a bálna fejében van.
A királyi előjog következtében az összes bálnát és tokfélét fel kell kínálni az uralkodónak és az ő engedélye nélkül nem lehet tőlük megszabadulni. Ez kényelmetlen lehet, különösen a partra vetett bálnák esetében, amelyek azonnali cselekvést igénylő közegészségügyi problémát jelenthetnek.

## Kapcsolódó szócikk
- Bálnavadászat